# Уваров Сергій Аполлонович
Сергій Аполлонович Уваров (15 квітня 1847, Емільчин —  21 грудня 1900, Петербург) — дійсний статський радник, гофмейстер.

## Життєпис
Народився 15 квітня 1847 року в містечку Емільчин Емільчинської волості Новоград-Волинського повіту Волинської губернії в родині статського радника Уварова Аполлона Івановича та Уварової Анни Сергіївни, доньки колезького радника Сергія Волочкова. Уваров Аполлон Іванович свого часу пожертвував кошти на будівництво церкви (знищена у 1930-х роках), а також виділив гроші на створення парку, що частково зберігся донині. Тут у родовому маєтку Уварових пройшло дитинство Сергія Уварова. 
Навчався в 1-й класичній гімназії міста Санкт-Петербурга. Навчання закінчив у 1869 році та повернувся в рідні пенати.
3 17 червня 1869 року вступив на службу в канцелярію предводителя дворянства Новоград-Волинського повіту. 
1872 року заступив на посаду директора Новоград-Волинського тюремного відділення і того ж року переведений на посаду почесного наглядача Новоград-Волинського двокласного міського училища.
1878 року його призначили мировим суддею Новоград-Волинського судового округу.
З 1880 року предводитель дворянства Новоград-Волинського повіту.
1881 року обраний представником Новоград-Волинського з'їзду мирових суддів.
Упродовж 1882—1900 років — предводитель дворянства Волинської губернії.
У 1885 році отримав перший придворний чин — камер-юнкера, а 1899 року — камергера Двору Його Величності.
З 1898 року почесний громадянин міста Новограда-Волинського. З 1896 року присвоєно черговий придворний чин — гофмейстера.
Нагороджений орденами Святого Станіслава 1-го ступеня та Святого Володимира 3-го ступеня.
Сергій Аполлонович Уваров помер передчасно 21 грудня 1900 року, під час тимчасового перебування в Петербурзі. Тіло покійного було доставлено в його маєток, в містечко Емільчине. Його поховали на місцевому цвинтарі поряд з рідними, які на той час уже переступили поріг вічності. 

## Родина
У 1877 році Уваров Сергій Аполлонович одружився з княжною Яшвіль Софією Володимирівною (нар. 1854), донькою генерал-майора князя Володимира Володимировича Яшвіля. У шлюбі народилося п'ятеро дітей:
- Анна (23.03.1878 — 31.12.1899);
- Михайло (нар. 7 квітня 1879);
- Володимир (нар. 23 листопада 1881);
- Сергій (23.11.1885 — 1932);
- Параскева (нар. 24 серпня 1891).

Уваров С. А. разом з дружиною були великими землевласниками Волинської губернії, оскільки у їх власності перебувало 72000 десятин землі у Новоград-Волинському та 1800 десятин у Старокостянтинівському повітах.

## Вшанування
Нинішні населені пункти Ємільчинського району — Аполлонівка, Вірівка, Уварівка (нині Льонівка) та Ємільчине — свого часу були названі на честь представників великої родини Уварових. 